# Galera Obeliksa
Galera Obeliksa (fr. La Galère d'Obélix) – trzydziesty tom o przygodach Gala Asteriksa. Autorem scenariusza i rysunków jest Albert Uderzo. Komiks ukazał się po raz pierwszy w 1996 r.
Pierwsze polskie wydanie (w tłumaczeniu Jolanty Sztuczyńskiej) pochodzi z 1997 r.

## Fabuła
Grupa niewolników pod wodzą Spartakisa kradnie galerię Juliusza Cezara i udaje się na jej pokładzie do wioski Galów, by tam schronić się przed Rzymianami. W pościg za zbiegami udaje się admirał Brakonsensus.
W oczekiwaniu na przybycie admirała legioniści z garnizonów otaczających wioskę Asteriksa ćwiczą musztrę. Galowie, uznając te wydarzenia za przygotowania do ataku na wioskę, szykują się do starcia z Rzymianami. W ramach przygotowań Panoramiks przyrządza dwa kociołki magicznego napoju, by napoić nim mieszkańców wioski. Druid tradycyjnie odmawia wydania porcji wywaru Obeliksowi, który czuje się urażony i nie bierze udziału w ataku na Rzymian. Po powrocie do wioski Panoramiks odkrywa z przerażeniem, że pod nieobecność reszty Galów Obeliks wypił magiczny napój i zamienił się w głaz.

## Nawiązania
- niewolnik Spartakis jest karykaturą amerykańskiego aktora Kirka Douglasa, który wcielił się w tytułową rolę w filmie Spartakus[1].